# Daewoo Lanos

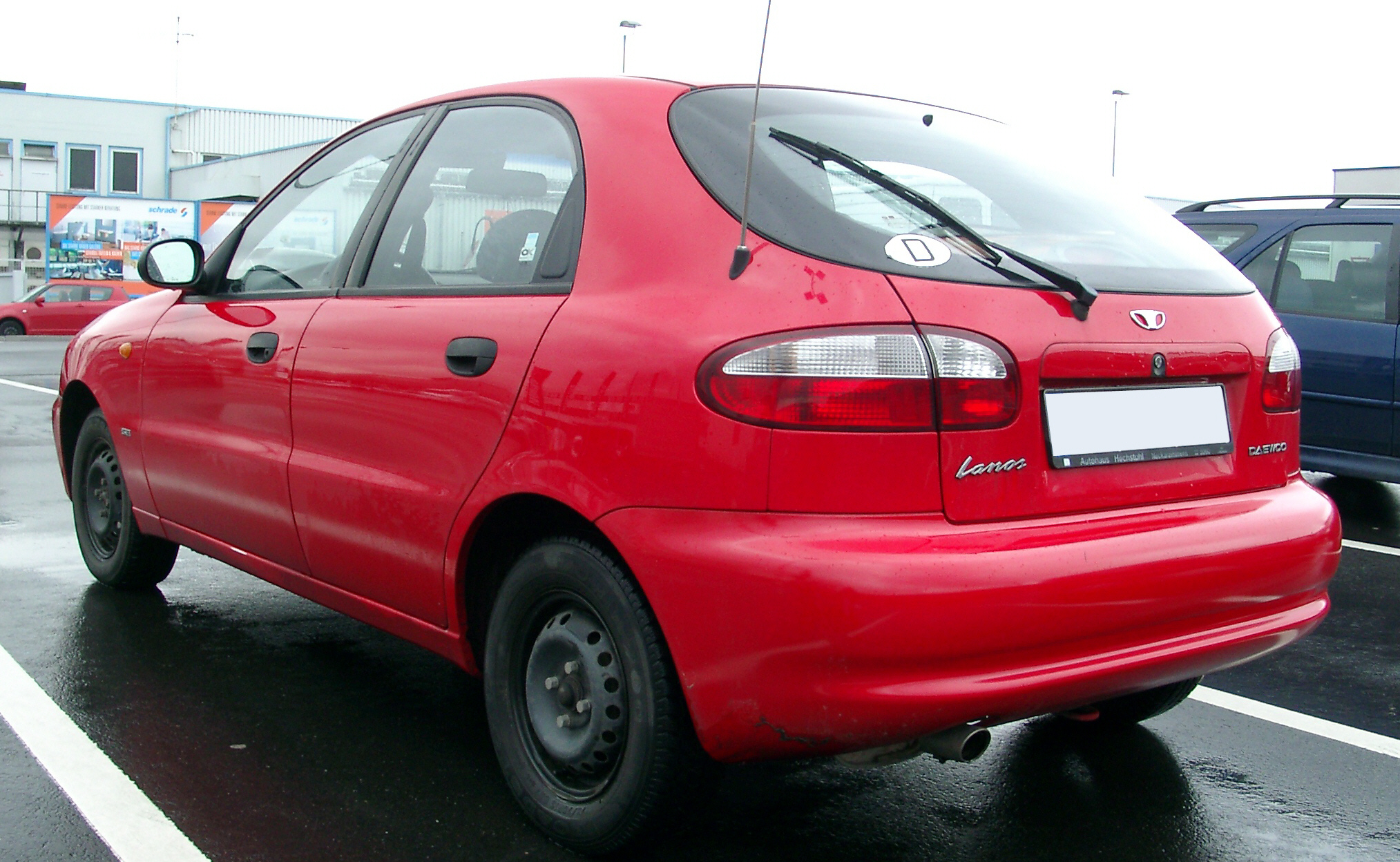
Daewoo Lanos 5-deurs hatchback (1997-2001)

De Daewoo Lanos is een hatchback en sedan van de Zuid-Koreaanse autofabrikant Daewoo. Het model hield het midden tussen het B-segment en C-segment. De wielbasis was identiek aan die van de Daewoo Nexia, die van de Opel Kadett E was afgeleid. Echter, boven de Lanos had Daewoo de Nubira in het modellengamma die wat hoger in het C-segment was gepositioneerd. In 2002 verscheen de Kalos als opvolger van de Lanos, die als hatchback bijna 20 centimeter korter is. De Kalos sedan is echter slechts 2 millimeter korter dan de Lanos sedan.

## Details
Nadat in 1992 de joint venture tussen General Motors en Daewoo was beëindigd, werd in de herfst van 1993 een ontwikkelingsprogramma begonnen voor een opvolger van de Daewoo Racer/Nexia. Giorgetto Giugiaro was met zijn ontwerpbureau ItalDesign uiteindelijk verantwoordelijk voor het ontwerp van de Lanos in alle drie varianten. Het onderstel werd in grote lijnen van de Nexia overgenomen. Na 30 maanden was het ontwikkelingsprogramma voltooid. In 2000 werd de Lanos voor modeljaar 2001 licht gewijzigd. De hatchback is herkenbaar aan achterlichten met een andere indeling, een grotere achterspoiler, stootstrips en deurgrepen in carrosseriekleur en een nieuw ontwerp voor de wieldoppen en lichtmetalen velgen. De sedan werd grondiger gewijzigd: de achterkant werd geheel herzien met nieuwe achterlichten en daarmee achterschermen en kofferklep. In het interieur werden nieuwe stoffen en bekledingsmaterialen toegepast, er kwam extra isolatiemateriaal en de ruitenwissers kregen een meer ergonomische vorm. De stoelen werden opnieuw ontworpen voor betere steun en comfort.

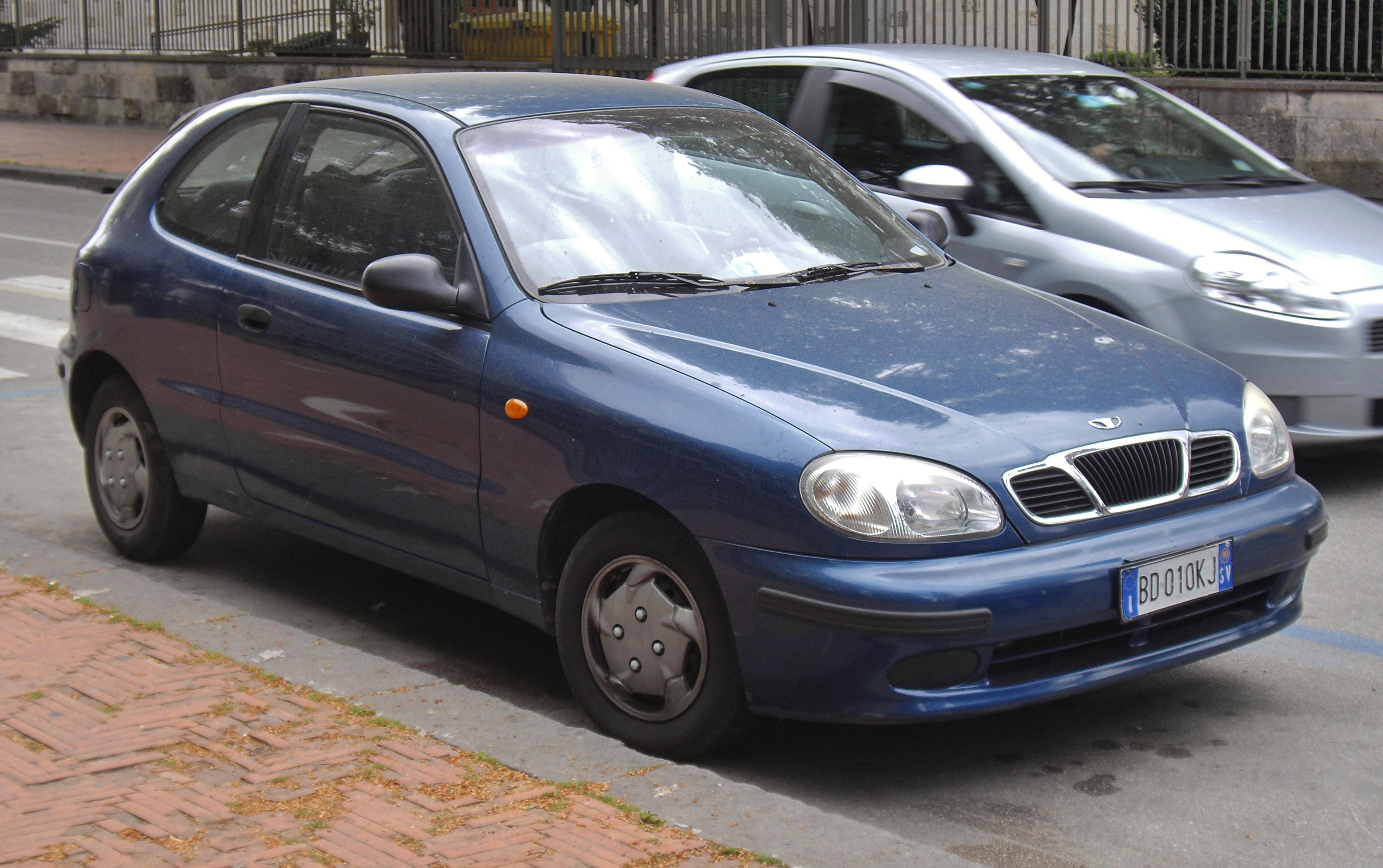
Daewoo Lanos 3-deurs hatchback (1997-2000)
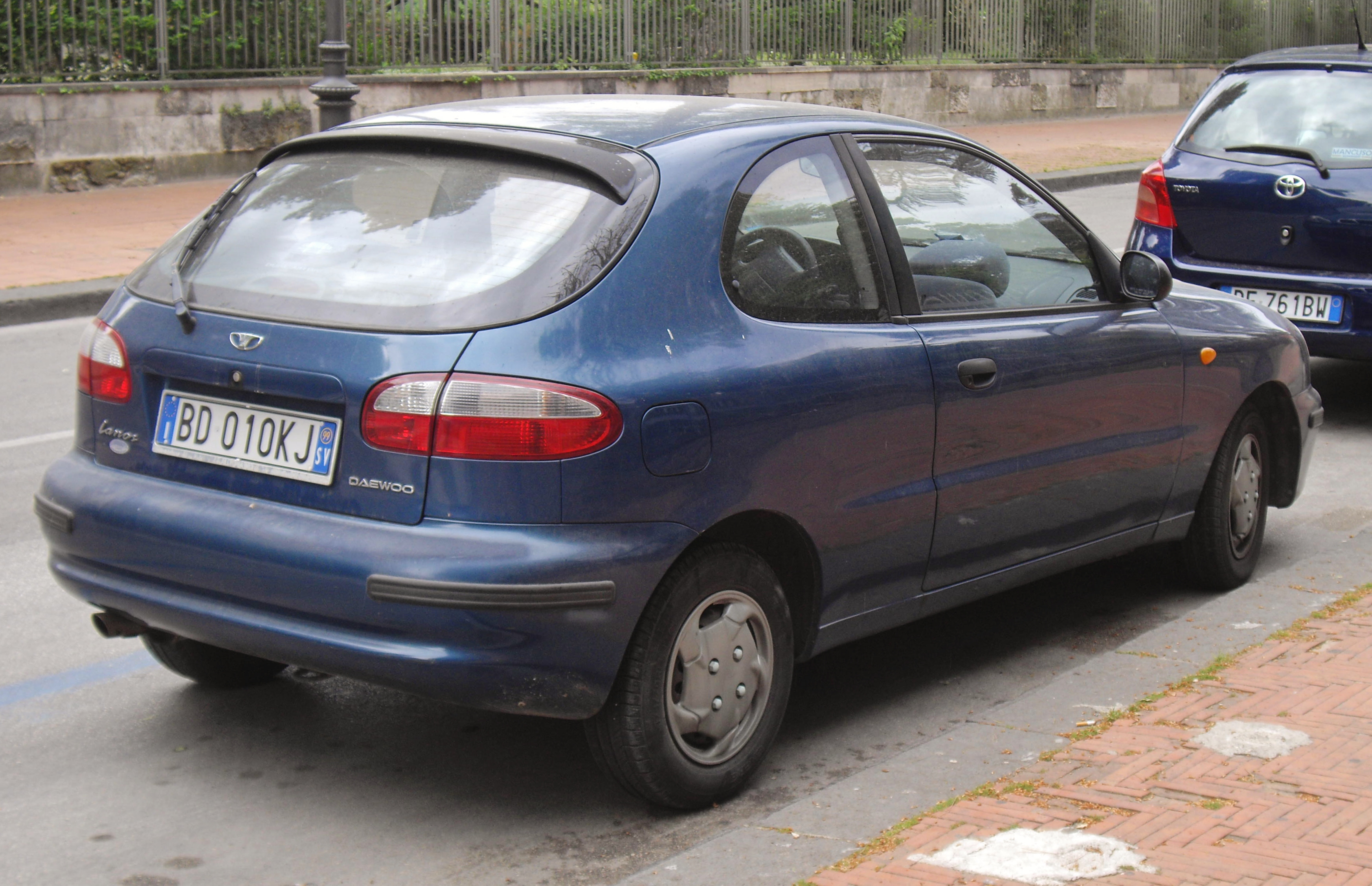
Daewoo Lanos 3-deurs hatchback (1997-2000)
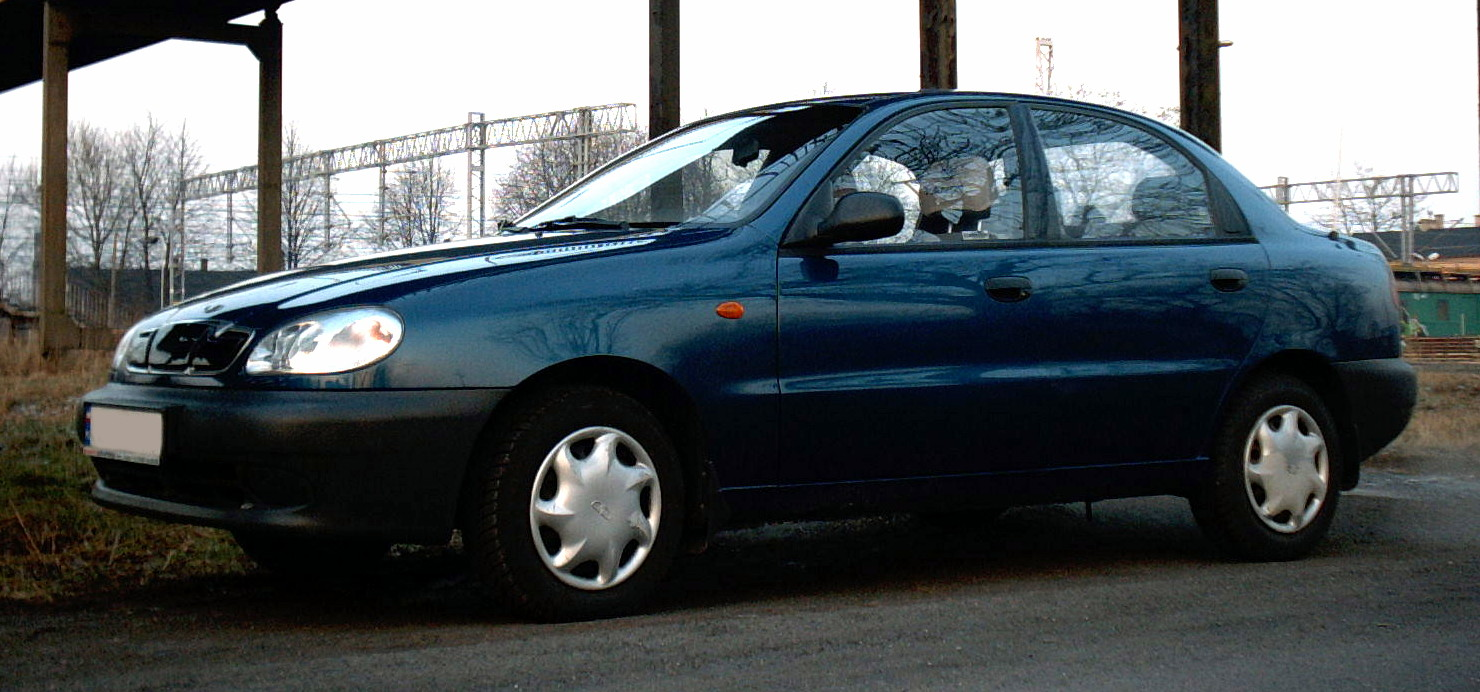
Daewoo Lanos 4-deurs sedan (1997-2000)
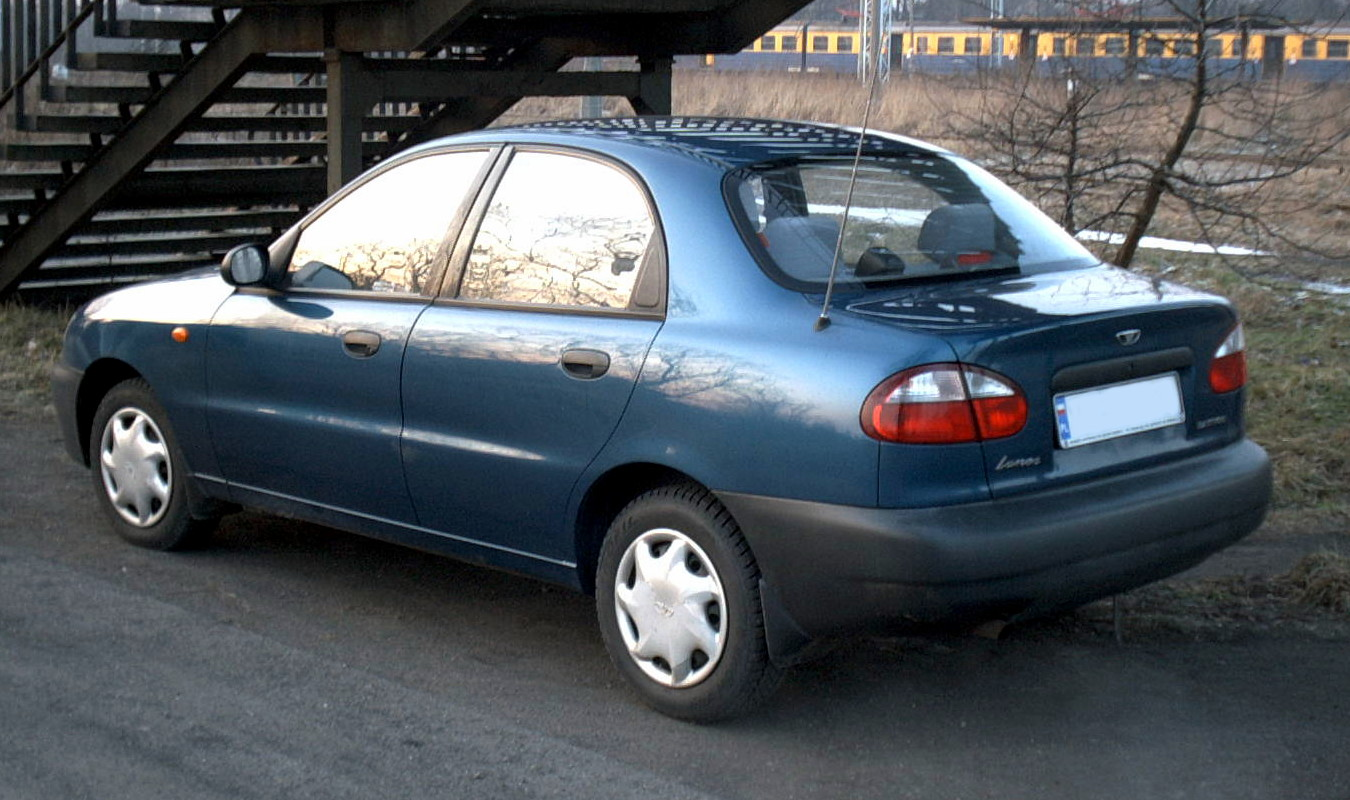
Daewoo Lanos 4-deurs sedan (1997-2000)
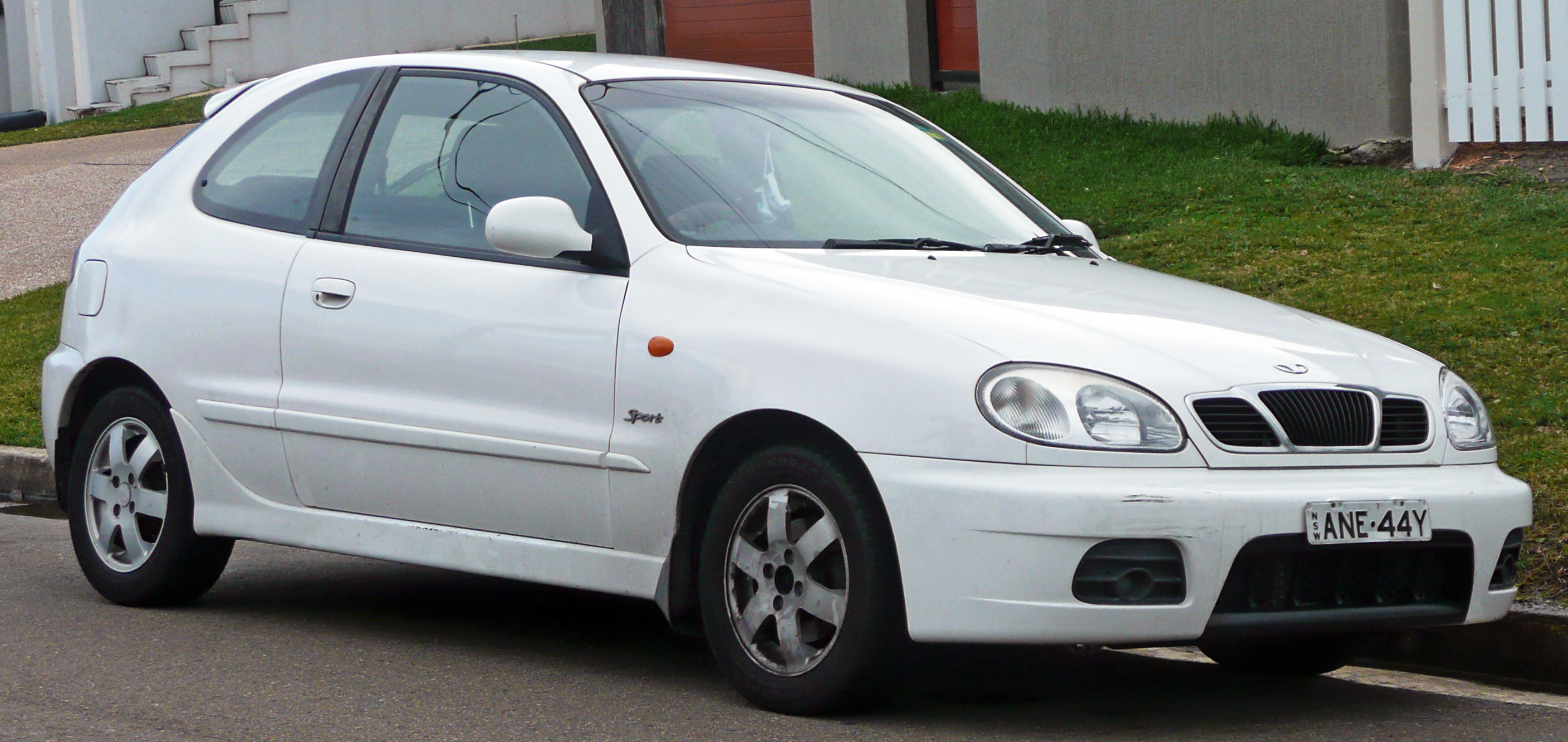
Daewoo Lanos Sport 3-deurs hb (2000-2002)
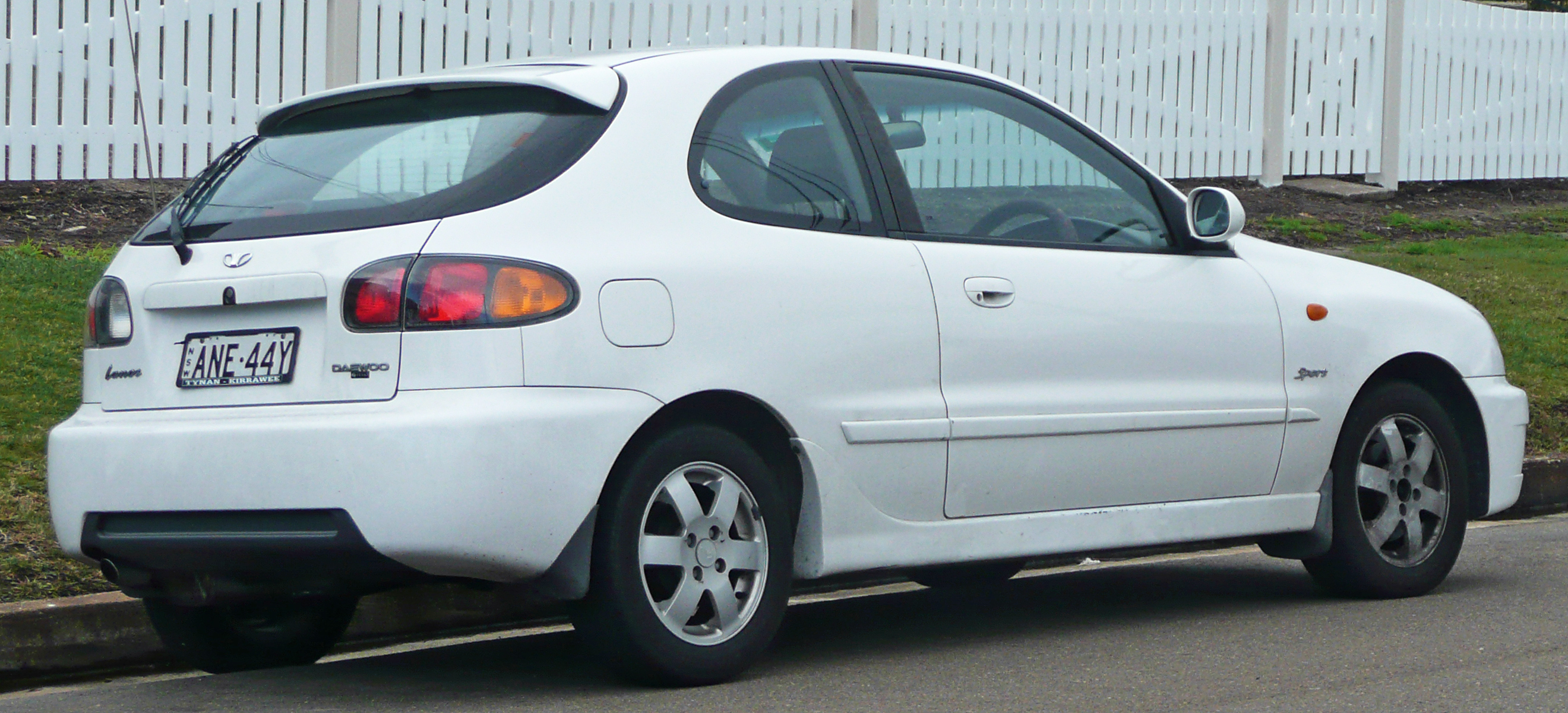
Daewoo Lanos Sport 3-deurs hb (2000-2002)
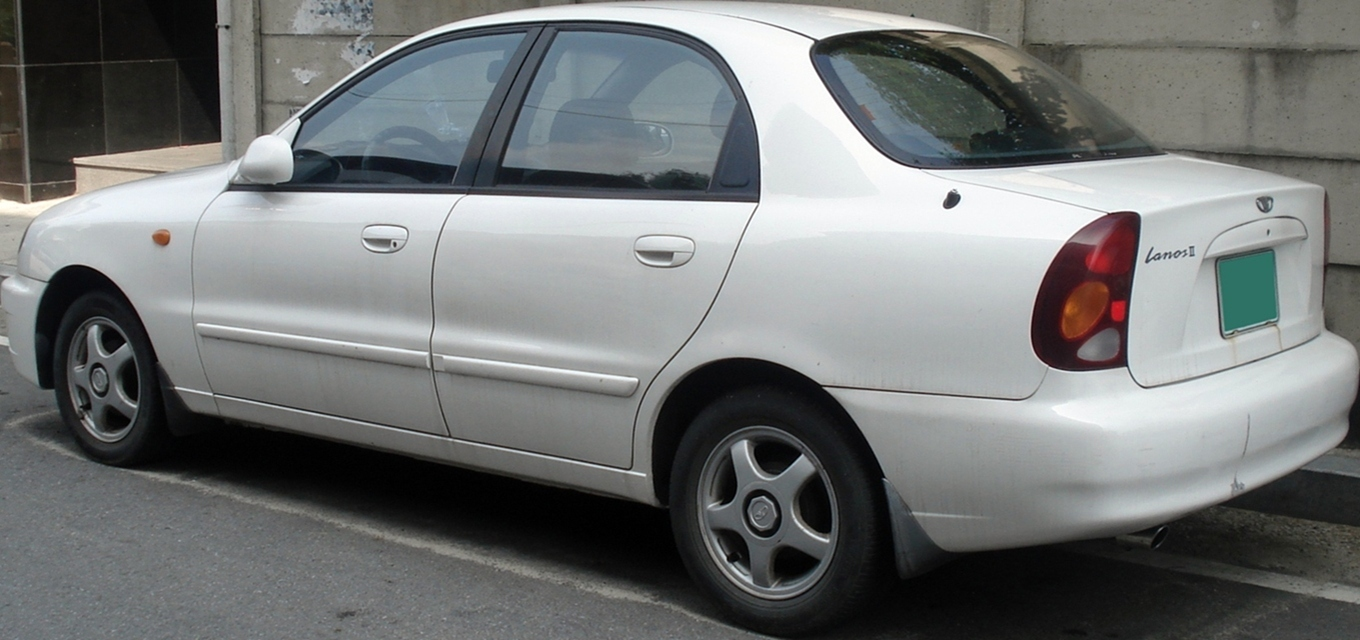
Daewoo Lanos 4-deurs sedan (2000-2002)
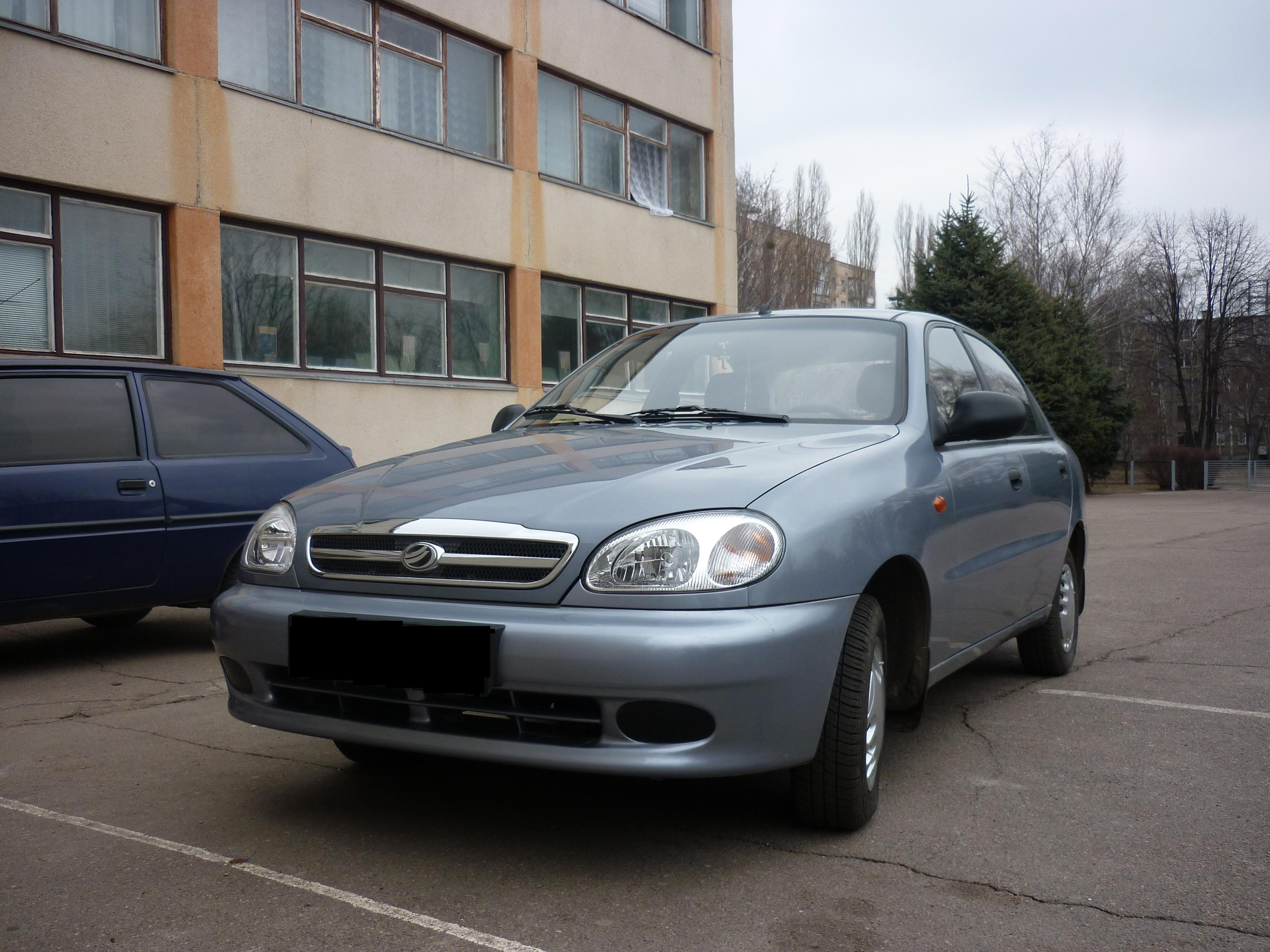
ZAZ Sens (2007-heden)

### Euro NCAP
In 2000 werd de botsveiligheid van de Daewoo Lanos door Euro NCAP beoordeeld. Met 17 punten kreeg de Lanos drie sterren; de laatste ster werd echter doorgestreept omdat er een onacceptabel hoog risico op verwondingen aan de borstkas bestaat bij een zijdelingse botsing. In de frontale botsing bleef de kooiconstructie intact en de airbag ving het hoofd van de bestuurder goed op, maar de bescherming van de nek van de voorpassagier was matig. In de zijdelingse botsing kwamen alle ribben in contact met de deur en deurstijl. De bescherming van de borstkas bij een zijdelingse botsing is dan ook zeer matig.
| Merk en model | resultaat   | voetgangersveiligheid |
| ------------- | ----------- | --------------------- |
| Daewoo Lanos  | (17 punten) | (15 punten)           |

### Registratiecijfers
| Jaartal | Nederland |
| ------- | --------- |
| 1997    | 1.533     |
| 1998    | 4.579     |
| 1999    | 2.689     |
| 2000    | 2.468     |
| 2001    | 1.090     |
| 2002    | 534       |
| 2003    | 128       |
| 2004    | 11        |

## Motoren
| Type           | Cilinders | Kleppen | Cilinderinhoud | Vermogen                      | Koppel                | CO2-uitstoot | Opmerkingen |
| -------------- | --------- | ------- | -------------- | ----------------------------- | --------------------- | ------------ | ----------- |
| Benzinemotoren |           |         |                |                               |                       |              |             |
| 1.3            | 4         | 8       | 1349 cm³       | 55 kW (75 pk) bij 5400 min−1  | 113 Nm bij 3400 min−1 | 189 g/km     | 1997-2000   |
| 1.3            | 4         | 8       | 1349 cm³       | 55 kW (75 pk) bij 5400 min−1  | 115 Nm bij 3400 min−1 | 204 g/km     | 2000-2002   |
| 1.5            | 4         | 8       | 1498 cm³       | 63 kW (86 pk) bij 5800 min−1  | 130 Nm bij 3400 min−1 | 203-213 g/km | 1997-2000   |
| 1.5            | 4         | 8       | 1498 cm³       | 63 kW (86 pk) bij 5400 min−1  | 130 Nm bij 3200 min−1 | 210-238 g/km | 2000-2002   |
| 1.6 16V        | 4         | 16      | 1598 cm³       | 78 kW (106 pk) bij 6000 min−1 | 145 Nm bij 3400 min−1 | 196 g/km     | 1997-2000   |
| 1.6 16V        | 4         | 16      | 1598 cm³       | 78 kW (106 pk) bij 6000 min−1 | 146 Nm bij 3400 min−1 | 206-223 g/km | 2000-2002   |

Niet meer geproduceerd: Espero · Evanda · Lanos · Leganza · Lublin · Nexia · Tico
Verder geproduceerd onder noemer Chevrolet: Kalos · Lacetti · Matiz · Nubira · Tacuma